# Agafon (Opanasenko)
Agafon (světským jménem: Vjačeslav Olexandrovyč Opanasenko; * 13. listopadu 1977, Charkov) je ukrajinský duchovní Ruské pravoslavné církve, biskup koktebelský a vikarijní biskup feodosijské eparchie.

## Život
Narodil se 13. listopadu 1977 v Charkově. Roku 1984 nastoupil ve svém rodném městě na střední školu č. 48. Po dokončení střední školy sloužil jako ponomar a hypodiakon v chrámu Zvěstování přesvaté Bohorodice v Charkově (1994–1995).
Roku 1999 dokončil studium na Oděském duchovním semináři a roku 2003 Kyjevskou duchovní akademii. V letech 2003-2004 přednášel v Charkovském duchovním semináři.
Dne 6. července 2004 byl přijat do Kyjevskopečerské lávry, kde se stal poslušníkem se službou zpěváka chrámového sboru. Dne 20. září byl představeným lávry arcibiskupem vyšhorodským Pavlem (Lebiděm) postřižen na rjasofora se jménem Vjačeslav na počest svatého knížete Václava. Dne 11. října stejného roku byl v chrámu Zesnutí přesvaté Bohorodice Kyjevskopečerské lávry metropolitou vladivostockým a primorským Veniaminem (Puškarem) rukopoložen na hierodiakona.
Dne 23. března 2005 byl arcibiskupem vyšhorodským Pavlem postřižen na monacha se jménem Agafon na počest svatého Agatona Divotvorce.
Dne 11. září 2006 byl v chrámu Zesnutí přesvaté Bohorodice arcibiskupem Pavlem rukopoložen na jeromonacha.
Dne 28. srpna 2008 byl povýšen na igumena a 28. srpna 2015 na archimandritu.
V lávře působil také jako asistent  blagočinného a od 20. prosince 2018 plnil službu sakristána.
Dne 17. srpna 2021 byl Archijerejským synodem Ukrajinské pravoslavné církve zvolen biskupem koktebelským a vikarijním biskupem feodosijské eparchie. Dne 27. srpna 2021 byl oficiálně jmenován biskupem a o den později proběhla v chrámu Zesnutí přesvaté Bohorodice Kyjevskopečerské lávry jeho biskupská chirotonie. Světiteli byli metropolita kyjevský a celé Ukrajiny Onufrij (Berezovskyj), metropolita doněcký a mariupolský Ilarion (Šukalo), metropolita vyšhorodský a černobylský Pavlo (Lebiď), metropolita boryspilský a brovarský Antonij (Pakanyč), metropolita lvovský a haličský Filaret (Kučerov), metropolita nižynský a prylucký Klyment (Večerja), arcibiskup putyvlský Antonij (Kripak), arcibiskup fastivský Damian (Davydov), biskup baryšivský Viktor (Kocaba), biskup bilohorodský Sylvestr (Stojčev), biskup chmelnyckoperejaslavský Dionisij (Pylypčuk), biskup petropavlivský Andrij (Vasilašku), biskup zhurivský Amvrosij (Vajnahij), biskup vyšnevskyj Spiridon (Romanov), biskup irpinský Lavr (Berezovskyj), biskup borodjanský Mark (Andrjuk) a biskup byšivský Kyrylo (Bilan).
Dne 7. června 2022 byla rozhodnutím Svatého synodu Ruské pravoslavné církve přijata feodosijská eparchie do přímé kanonické podřízenosti moskevského patriarchy a Svatého synodu.